# Станиславский, Александр Лазаревич
Алекса́ндр Ла́заревич Станисла́вский (21 марта 1939, Москва — 27 января 1990, там же) — советский историк, доктор исторических наук (1985), профессор, специалист в области источниковедения истории России XVI—XVII веков. Автор многочисленных научных работ, связанных с тематикой истории русского общества, устройства государева двора, а также русского казачества и его роли в событиях Смутного времени.

## Биография

### Ранние годы
Александр Лазаревич Станиславский родился в 1939 году в Москве. После начала Великой Отечественной войны в 1941 году семья отправилась в эвакуацию в Таджикистан, в Москву вернулась к январю 1943 года.
В 1946 году Станиславский поступил в среднюю школу № 24 г. Москвы. По соседству с его семьёй жило много учёных — В. И. Вернадский, а также историки И. А. Голубцов, Е. А. Косминский, Н. А. Кун. Книгу последнего, «Легенды и мифы Древней Греции», Станиславский называет своим «первым учебником по истории».

### Учёба в МГИАИ
Окончив школу в 1956 году, Станиславский поступил в Московский историко-архивный институт (МГИАИ). Среди его преподавателей были такие крупные фигуры, как А. А. Зимин, С. О. Шмидт, Н. В. Устюгов, В. К. Яцунский, С. Л. Утченко, Ф. А. Коган-Бернштейн, А. Ц. Мерзон. Формирование Станиславского как учёного происходит уже в студенческие годы: главной областью его исследовательских интересов становится социально-политическая история России конца XVI — начала XVII веков, и, в частности, Смутного времени. Сам Александр Лазаревич объяснял это влиянием «оживлений политических надежд» в эпоху «оттепели» и необходимостью для историка «проводить параллель с прошлым». В некоторой степени здесь оказал влияние доклад, сделанный его соученицей Сусанной Печуро, на тему опричнины, в котором проводилась параллель со сталинским террором.
С первого курса Станиславский посещал кружок источниковедения под руководством С. О. Шмидта. Заседания кружка вместе с ним посещали С. М. Каштанов и А. А. Курносов.
По окончании первого курса ездил в Хакасию на целину вместе с товарищами, среди которых были А. И. Комиссаренко и Л. В. Волков.
На старших курсах института будущий учёный много работал в архивах (в том числе ЦГАДА) и библиотеках. Дипломная работа Станиславского «К истории публицистики „Смутного“ времени» произвела большое впечатление на научного руководителя А. А. Зимина, а также А. Т. Николаеву. Оппонировал В. И. Корецкий. Работа не была опубликована; часть её была реализована в статьях «К истории второй 'окружной' грамоты Шуйского» («Археографический ежегодник») и «Повесть како отомсти» («Труды ОДРЛ»).
15 февраля 1962 года решением государственной экзаменационной комиссии МГИАИ Станиславскому была присвоена квалификация историка-архивиста.

### Работа в 1962—1980 гг.
С августа 1962 по ноябрь 1964 Станиславский — научный сотрудник музея-панорамы «Бородинская битва».
С ноября 1964 по октябрь 1965 — заведующий архивом Института сердечно-сосудистой хирургии АМН СССР.
С октября 1965 по январь 1967 — старший инспектор Всесоюзного объединения СМ СССР «Союзсельхозтехника».
С января 1967 по октябрь 1980 — младший научный сотрудник архива Академии наук СССР. Здесь Станиславский занимался комплектованием и описанием личных фондов, а затем изданием трудов академика С. Б. Веселовского. Принял на хранение более ста личных фондов, в том числе фонды Л. Д. Ландау, Н. И. Вавилова, А. Е. Ферсмана, В. Н. Сукачёва, А. Н. Насонова и других; в «Археографическом ежегоднике» публиковал обзоры личных фондов.

### Научная деятельность

#### Изучение устройства государева двора и боярских списков
Основная тема его исследований в этот период — структура господствующего класса, состав Государева двора в XVI—XVII веках. Александр Лазаревич изучал внутреннюю структуру двора, его генеалогический состав и динамику его изменений. В процессе работы учёный использовал многочисленные архивные фонды, в первую очередь фонд Разрядного приказа ЦГАДА. Собирая отдельные обрывки без начала и окончания, в которых документы разного времени были механически смешаны, Станиславский выделял из них фрагменты боярских списков и другой разрядной документации, соединял между собой, датировал. Подобная работа требовала прекрасного знания делопроизводства, а также биографий сотен дворян.
20 декабря 1973 года А. Л. Станиславский защитил кандидатскую диссертацию на тему «Источники по истории государева двора в последней четверти XVI — начале XVII в.» в учёном совете Института истории СССР (научный руководитель — В. И. Буганов, официальные оппоненты — Л. В. Черепнин, Б. Н. Флоря); 15 марта 1974 ВАК МВиССО СССР ему был выдан диплом кандидата исторических наук. Диссертация была опубликована лишь частично.
В работе «Состав особого двора Ивана IV в период 'великого княжения' Симеона Бекбулатовича», подготовленной Станиславским совместно со своей супругой С. П. Мордовиной, предпринята попытка реконструкции утраченного списка «опричного двора» Ивана IV в 70-е годы XVI века и биографий его членов, на основе имевшегося списка «земского» двора в это же время и данных о составе двора в 80-90-е годы. В ходе этой работы авторы выяснили, что именно в 1570-е годы, при сохранении традиционного деления придворных на ранги, монарх впервые попытался ввести в состав высоких рангов тех лиц, которые не могли на это претендовать в силу своего происхождения и положения. После смерти Грозного они были переведены в состав более низких рангов. Эти факты отражают различие взглядов государственной власти и дворянской верхушки на институт двора: для первой он — структура, созданная для несения службы, для второй — инструмент сохранения собственной монополии на управление и доходы.
В 1979 году А. Л. Станиславский, также совместно с С. П. Мордовиной, публикует труд «Боярские списки последней четверти XVI — начала XVII в. и роспись русского войска 1604 г.», в состав которого вошли семь боярских списков 1577—1607 годов, а также другие источники того же времени о составе и структуре царского двора.
В результате своих исследований, историк приходит к двум основополагающим выводам, тесно связанным между собой. Первый вывод заключается в том, что формирование единого дворянского сословия, в рамках которого представители локальных дворянских корпораций обладали бы равными правами, в середине XVI века (и даже в начале XVII века) было ещё далеко от завершения. Двор состоял из представителей верхов московского дворянства, тогда как дворянство окраин страны не имело в него доступа. То есть, территориальные корпорации русского дворянства были неравноправны. Второй вывод состоит в том, что уже во второй половине XVI века московское дворянство выделяется в особый слой, не связанный организационно с региональными дворянскими корпорациями. К 20-30-м годам XVII века этот слой вырос настолько, что «выборные дворяне», представлявшие при дворе верхушку местных дворянских организаций, перестали призываться на службу в столицу, а затем были вовсе исключены из состава двора. Таким образом, политика государственной власти была направлена на разрыв связей царского двора с дворянством на местах. Цель такой политики — не допустить превращения двора в объединение, представляющее интересы всего дворянского сословия.

#### Изучение Смутного времени и роли казачества
С конца 1970-х годов Станиславский приступил к изучению проблем истории Смутного времени. В отличие от предшественников, Александр Лазаревич исследовал не только источники, современные событиям, но и более поздние документы, вплоть до середины XVII века; также он ввёл в научный оборот источники, исходившие от самих казаков и отражавшие их общественное сознание: расспросные речи и челобитные. «Вольное» казачество он рассматривал в качестве анархической силы, воплощавшей недовольство социальных низов существовавшим в то время государственным порядком.
А. Л. Станиславский сфокусировал внимание на чертах казачества как особой «сословной группы», что имело важное значение для понимания природы и динамики развития массовых народных движений в эти годы. Значительное место в его исследованиях занимало изучение биографий казачьих деятелей периода Смуты (таких как например Пётр Кононович Сагайдачный). В состав казачества тогда влились представители разных слоёв общества, утратившие в это нестабильное время традиционный сословный статус. Военная организация казаков приобретала стабильные формы и становилась постоянной частью общества.
Исследователь выявляет «трагический парадокс» в развитии казачества в момент его наивысшего подъёма. В это время резко возросло его политическое влияние. Так, в «Повести о Земском соборе 1613 года» раскрыта роль этого класса в выборе царя Михаила. Казацкая верхушка стала претендовать на роль нового господствующего класса. Если прежде казачество было союзником других слоёв населения в борьбе против засилья московских бояр, то в Смутное время  начали нарастать столкновения казачьих отрядов с крестьянством. Именно Станиславский первым обратил внимание на институт казачьих «приставств». Эта архаичная форма взимания ренты была для крестьян тяжелее, чем дворянское землевладение.
С укреплением царской власти в период после 1618 года все перечисленные обстоятельства привели к ликвидации правительством казацкого войска как единой военной силы.
Таким образом, А. Л. Станиславский рассматривал Смуту не как крестьянскую войну (такой взгляд был традиционным для советской историографии), а как войну гражданскую; кроме того, он раздвинул хронологические рамки «смутного» времени до 1618 года.
12 апреля 1985 года А. Л. Станиславский защитил докторскую диссертацию «Русское казачество в первой четверти XVII века» в специализированном совете Д.063.75.02 при МГИАИ; официальные оппоненты: Н. П. Ерошкин, В. М. Панеях, Б. Н. Флоря. 9 августа того же года ему была присуждена учёная степень доктора исторических наук. На основе диссертации была создана монография «Гражданская война в России XVII в.: Казачество на переломе истории», вышедшая вскоре после смерти Станиславского и ставшая крупнейшим по научной значимости трудом учёного.
В августе 1988 года А. Л. Станиславский по частному приглашению предпринял археографическую экспедицию в Польшу, где изучал материалы варшавского Главного архива древних актов (АГАД), касающиеся обеих главных тем его научных исследований и ряда смежных вопросов.

#### Другие темы исследований
Исследовательские интересы А. Л. Станиславского выходили за рамки двух основных тем, раскрытых выше. Своим друзьям и коллегам учёный неоднокрасно говорил, что с удовольствием занялся бы изучением советского периода отечественной истории, просто, не имея долгое время возможности исследовать его напрямую, искал аналогии в прошлом (выше уже было сказано, что Станиславский выбрал для изучения историю России XVI—XVII веков прежде всего именно потому, что видел в ней много параллелей с XX веком). В годы Перестройки ему всё же удалось начать работу с документами 20-30-х годов в ЦГАОР СССР1. В результате он совместно с О. П. Богдановой и Е. В. Старостиным опубликовал уникальный документ о сопротивлении сталинщине в 30-е годы.

### Преподавательская деятельность в МГИАИ
С октября 1980 года Станиславский — ассистент, с 1986 — доцент, с 1989 — профессор кафедры вспомогательных исторических дисциплин МГИАИ; с декабря 1986 по январь 1990 — заведующий этой кафедрой.
Благодаря Александру Лазаревичу в МГИАИ возобновилось преподавание генеалогии. В 1980 и в последующие годы он читал спецкурс «Источники по русской генеалогии», а также проводил спецсеминар «Источники по истории русского дворянства». Также его стараниями в 1984 году в институте был восстановлен курс исторической географии. Ранее, до 1960 года, его читал В. К. Яцунский, затем курс был упразднён. Тем не менее, проблемы исторической географии продолжали разрабатываться в рамках курса общего источниковедения (прежде всего О. М. Медушевской), что существенно облегчало восстановление данного курса после перерыва почти в четверть века. А. Л. Станиславский принимал участие и в разработке курса лекций по исторической библиографии в МГИАИ.
Помимо вышеперечисленного, учёный вёл практические и семинарские занятия по источниковедению истории СССР, древнерусскому языку, вспомогательным историческим дисциплинам. Лишь в последний год жизни А. Л. Станиславскому довелось читать студентам лекционный курс по источниковедению истории России XVI—XVII веков, хотя именно в этой области он был по-настоящему первоклассным специалистом. Прочесть он успел чуть более половины данного курса — семь лекций. Под его руководством была подготовлена и защищена 31 дипломная работа, а также 5 кандидатских диссертаций.
По инициативе А. Л. Станиславского в 1987 году в МГИАИ прошла научная конференция, посвящённая 300-летию Славяно-Греко-Латинской академии.
А. Л. Станиславский был членом оргкомитета первой за все годы советской власти конференции по генеалогии («Генеалогия. Источники. Проблемы. Методы исследования»), прошедшей в МГИАИ с 31 января по 3 февраля 1989 года. На ней специалистами из 15 городов страны было представлено 60 докладов и сообщений. Позднее Станиславский принял участие в организации Первых чтений, посвящённых памяти А. А. Зимина, и (совместно с Л. Н. Простоволосовой) — в написании истории кафедры вспомогательных исторических дисциплин. 12 сентября 1989 года историк выступил на заседании Учёного совета МГИАИ с докладом «Кафедре вспомогательных исторических дисциплин — 50 лет».
22 июня 1989 года А. Л. Станиславский был утверждён Коллегией Минвуза СССР в учёном звании профессора.
Умер А. Л. Станиславский 27 января 1990 года в Москве от рака горла; похоронен на Митинском кладбище.

По словам ученика Станиславского, профессора А. Б. Каменского, 

свои лекции он читал увлечённо, свободно, прекрасным литературным языком, и они пользовались среди студентов большой популярностью. Но особый интерес вызывали его спецкурсы «Источники по истории дворянства» и «Источники по генеалогии дворянства и других сословий». Многие из тех, кто слушал эти спецкурсы, стали затем дипломниками и аспирантами Александра Лазаревича… Этими дипломными и диссертационными исследованиями в определённой степени заполнялась одна из лакун нашей историографии — социально-политическая история России XVII в. Вокруг Станиславского постепенно складывалась научная школа, у которой, не оборвись жизнь ученого так рано, могло быть большое будущее.

## Критика
Научное наследие Станиславского получало порой и критические оценки. Так, П. В. Седов в рецензии на книгу «Гражданская война в России XVII в.» отмечает некоторую «ограниченность» концепции Станиславского, представлявшей события Смутного времени в качестве «гражданской войны».
Л. Е. Морозова предприняла попытку оспорить точку зрения Станиславского на роль казаков в событиях Смутного времени, организации земских ополчений и, затем, в избрании на царство Михаила Фёдоровича Романова. Однако В. Н. Козляков в отзыве на книгу Морозовой отмечает её крайнюю поверхностность и исключение из рассмотрения значительного количества исторических источников и, более того, наличие в данной публикации изрядного количества фактических ошибок и опечаток.

## Семья
- Отец — Лазарь Петрович Станиславский (1905, Киев — 06.08.1942) — погиб на фронте[14] (под Сталинградом).
- Мать — Ревекка Абрамовна Белиловская (1905—1986).
- Жена — Светлана Петровна Мордовина (1938—1992) — историк, соавтор многих трудов своего мужа.

## Труды

### Статьи
- К истории второй «окружной» грамоты Шуйского // Археографический ежегодник за 1962 год. М., 1963.
- Опыт изучения боярских списков конца XVI — начала XVII в. // История СССР. 1971. № 4.
- Боярские списки конца XVI — начала XVII века как исторический источник / Мордовина С. П., Станиславский А. Л. // Советские архивы. 1973. № 2.
- Лжебасманов / Мордовина С. П., Станиславский А. Л. // Вопросы истории. 1974. № 10.
- Состав особого двора Ивана IV в период «великого княжения» Симеона Бекбулатовича / Мордовина С. П., Станиславский А. Л. // Археографический ежегодник за 1976 год. М., 1977.
- Восстание 1614—1615 гг. и поход атамана Баловня // Вопросы истории. 1978. № 5.
- Казацкое движение 1615—1618 годов // Вопросы истории. 1980. № 1.
- Движение И. М. Заруцкого и социально-политическая борьба в России в 1612—1613 гг. // Исторические записки. М., 1983. Т. 109.
- Правительственная политика по отношению к «вольному» казачеству (1612—1619 гг.) // История СССР. 1984. № 5.
- «Мы учим советских людей, а не древних греков»: (Из истории вузовской исторической науки конца 30-х — начала 40-х гг.) // Простоволосова Л. Н., Станиславский А. Л. // История СССР. 1989. № 6.
- История кафедры вспомогательных исторических дисциплин: Учебное пособие / Простоволосова Л. Н., Станиславский А. Л.; Предисловие Афанасьева Ю. Н.; Отв. ред. Медушевская О. М. М., 1990.

### Монографии
- Станиславский А. Л. Гражданская война в России XVII в.: Казачество на переломе истории. — М.: Мысль, 1990. — 272 с. — 25 000 экз. — ISBN 5-244-00407-7.
- Станиславский А. Л. Труды по истории государева двора в России XVI—XVII веков / Рос. гос. гуманитар. ун-т (РГГУ). — М.: РГГУ, 2004. — 512 с. — 1000 экз. — ISBN 5-7281-0557-2.

### Публикации документов
- Боярские списки последней четверти XVI — начала XVII в. и роспись русского войска 1604 г.: Указатель состава государева двора по фонду Разрядного приказа / Составление, подготовка текста и вступительная статья С. П. Мордовиной, А. Л. Станиславского; Отв. ред. В. И. Буганов. — М.: ГАУ; ЦГАДА, 1979. — Ч. 1—2.
- Документы о восстании 1614—1615 гг. (подг. А. Л. Станиславский) // Археографический ежегодник за 1980 год. — М., 1981. — С. 285.